# Charles Brincat (calciatore 1953)
Charles Brincat (4 maggio 1953) è un ex calciatore maltese, di ruolo centrocampista.

## Carriera

### Club
Nella stagione 1971-1972 ha giocato 2 partite in Coppa UEFA, contro la Juventus (si trattava inoltre delle prime, ed uniche, partite mai giocate dal suo club nella propria storia nelle competizioni UEFA per club).

### Nazionale
Ha collezionato tre presenze con la nazionale maltese, nella quale ha esordito nel 1973.

## Statistiche

### Cronologia presenze e reti in Nazionale
| Cronologia completa delle presenze e delle reti in nazionale ― Malta | Cronologia completa delle presenze e delle reti in nazionale ― Malta | Cronologia completa delle presenze e delle reti in nazionale ― Malta | Cronologia completa delle presenze e delle reti in nazionale ― Malta | Cronologia completa delle presenze e delle reti in nazionale ― Malta | Cronologia completa delle presenze e delle reti in nazionale ― Malta | Cronologia completa delle presenze e delle reti in nazionale ― Malta | Cronologia completa delle presenze e delle reti in nazionale ― Malta |
| Data                                                                 | Città                                                                | In casa                                                              | Risultato                                                            | Ospiti                                                               | Competizione                                                         | Reti                                                                 | Note                                                                 |
| -------------------------------------------------------------------- | -------------------------------------------------------------------- | -------------------------------------------------------------------- | -------------------------------------------------------------------- | -------------------------------------------------------------------- | -------------------------------------------------------------------- | -------------------------------------------------------------------- | -------------------------------------------------------------------- |
| 28-9-1973                                                            | Gżira                                                                | Malta                                                                | 2 – 0                                                                | Canada                                                               | Amichevole                                                           | -                                                                    |                                                                      |
| 4-3-1978                                                             | Gżira                                                                | Malta                                                                | 1 – 0                                                                | Tunisia                                                              | Amichevole                                                           | -                                                                    |                                                                      |
| 14-5-1978                                                            | Tripoli                                                              | Libia                                                                | 1 – 0                                                                | Malta                                                                | Amichevole                                                           | -                                                                    |                                                                      |
| Totale                                                               |                                                                      | Presenze                                                             | 3                                                                    |                                                                      | Reti                                                                 | 0                                                                    |                                                                      |